# Hoàng Trần Ky
Hoàng Trần Ky (còn gọi là Hoàng Ky) (22 tháng 1 năm 1951 - 25 tháng 9 năm 2009), nguyên là Phó trưởng Đoàn đại biểu Quốc hội tỉnh Nghệ An, Ủy viên Ban Thường vụ tỉnh ủy tỉnh Nghệ An, Phó Chủ tịch Ủy ban nhân dân tỉnh Nghệ An. Ông là Phó Tiến sĩ triết học.

## Tiểu sử
Hoàng Trần Ky sinh ngày 22 tháng 1 năm 1951 tại xã Đặng Sơn - Đô Lương - Nghệ An. Cha đẻ của ông là ông Hoàng Trần Cẩm (sinh năm 1910), mẹ là bà Lê Thị Ủy và chú ruột là ông Hoàng Trần Phô (sinh năm 1911), đều là cán bộ tiền khởi nghĩa - Đảng viên 30 - 31 trong phong trào Xô Viết Nghệ Tĩnh năm 1930 – 1931.

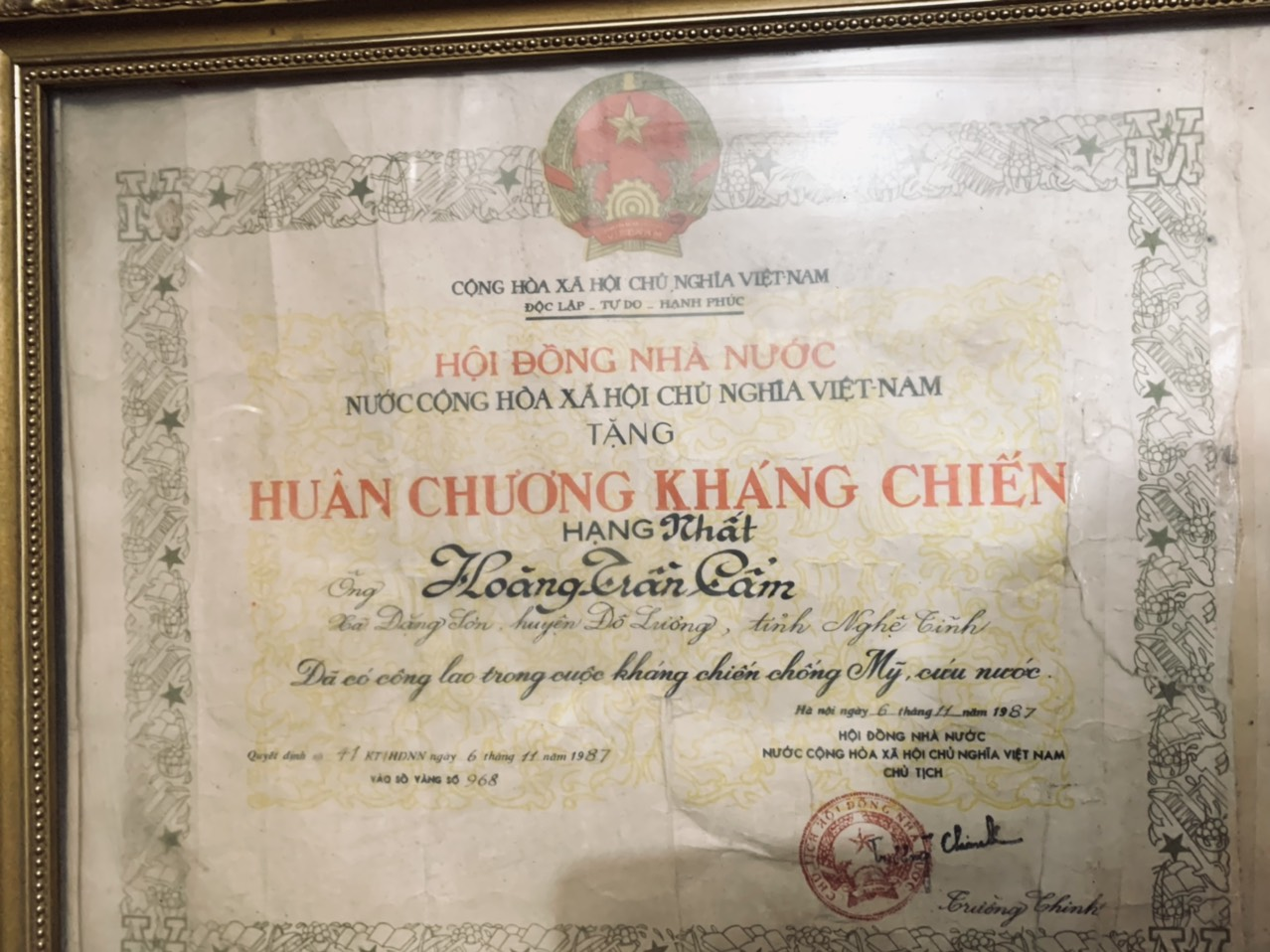
Tặng Huân chương kháng chiến hạng nhất cho ông Hoàng Trần Cẩm (bố ông Hoàng Ky) cho công lao kháng chiến chống Mỹ cứu nước

Ông Hoàng Trần Ky là cựu sinh viên khoa Hóa - Đại học Sư phạm 1 Hà Nội khóa 1968 - 1976.

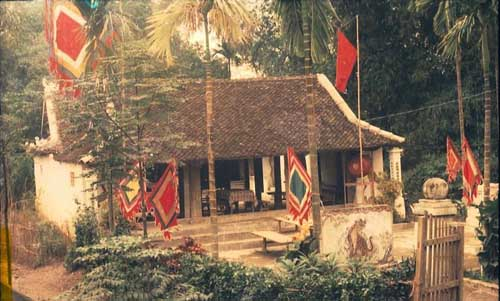
Nhà thờ dòng họ Hoàng Trần - Di tích lịch sử văn hóa Quốc gia (xã Đặng Sơn, huyện Đô Lương, tỉnh Nghệ An)

Ông tham gia công tác tại UBND tỉnh Nghệ Tĩnh từ năm 1985 - 2009; nguyên là Phó Trưởng khoa Toán - Hóa cao đẳng sư phạm Nghệ An; Hiệu trưởng Trường Chính trị tỉnh Nghệ An; Ủy viên Ban Thường vụ tỉnh ủy tỉnh Nghệ An, Phó Chủ tịch Ủy ban nhân dân tỉnh Nghệ An. Ông là Phó trưởng Đoàn đại biểu Quốc hội tỉnh Nghệ An, Quốc hội Việt Nam khóa XII (2007 - 2011) và là Ủy viên Ủy ban Văn hóa Thanh thiếu nhi của Quốc hội khóa XII.
Ông tham gia Quân đội Nhân dân Việt Nam trong 5 năm 1970 - 1975, thuộc quân chủng Phòng không - Không quân, QĐNDVN, ông được Nhà nước tặng thưởng Huân chương Bảo vệ Tổ quốc hạng 2, Huân chương Lao động hạng 1, và nhiều Huân huy chương, Bằng khen Cao quý khác của Đảng và Nhà nước Việt Nam, Lào,...

Ông bị bệnh hiểm nghèo và mất năm 2009 khi đang còn là Đại biểu Quốc hội.

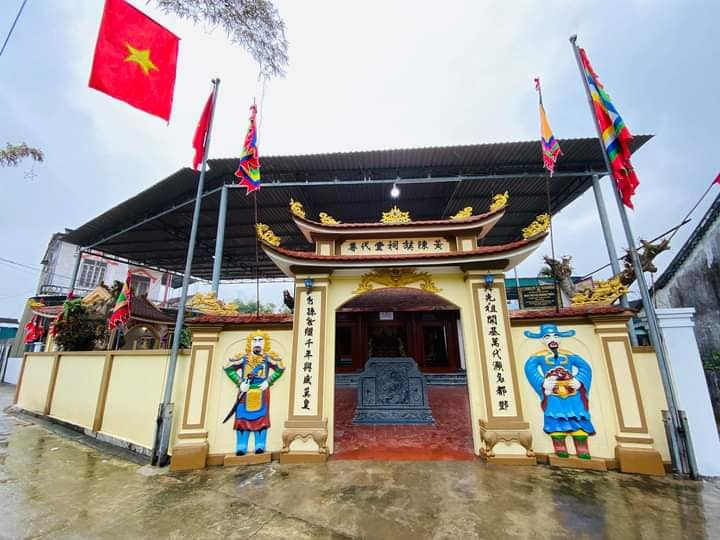
Nhà thờ dòng họ Hoàng Trần - Di tích lịch sử văn hóa Quốc gia đã được tu sửa

Nhà thờ họ Hoàng Trần ở quê ông, xã Đặng Sơn, huyện Đô Lương, tỉnh Nghệ An là chi bộ Đảng đầu tiên và được Việt Nam công nhận là di tích lịch sử văn hóa cấp Quốc gia năm 1993.

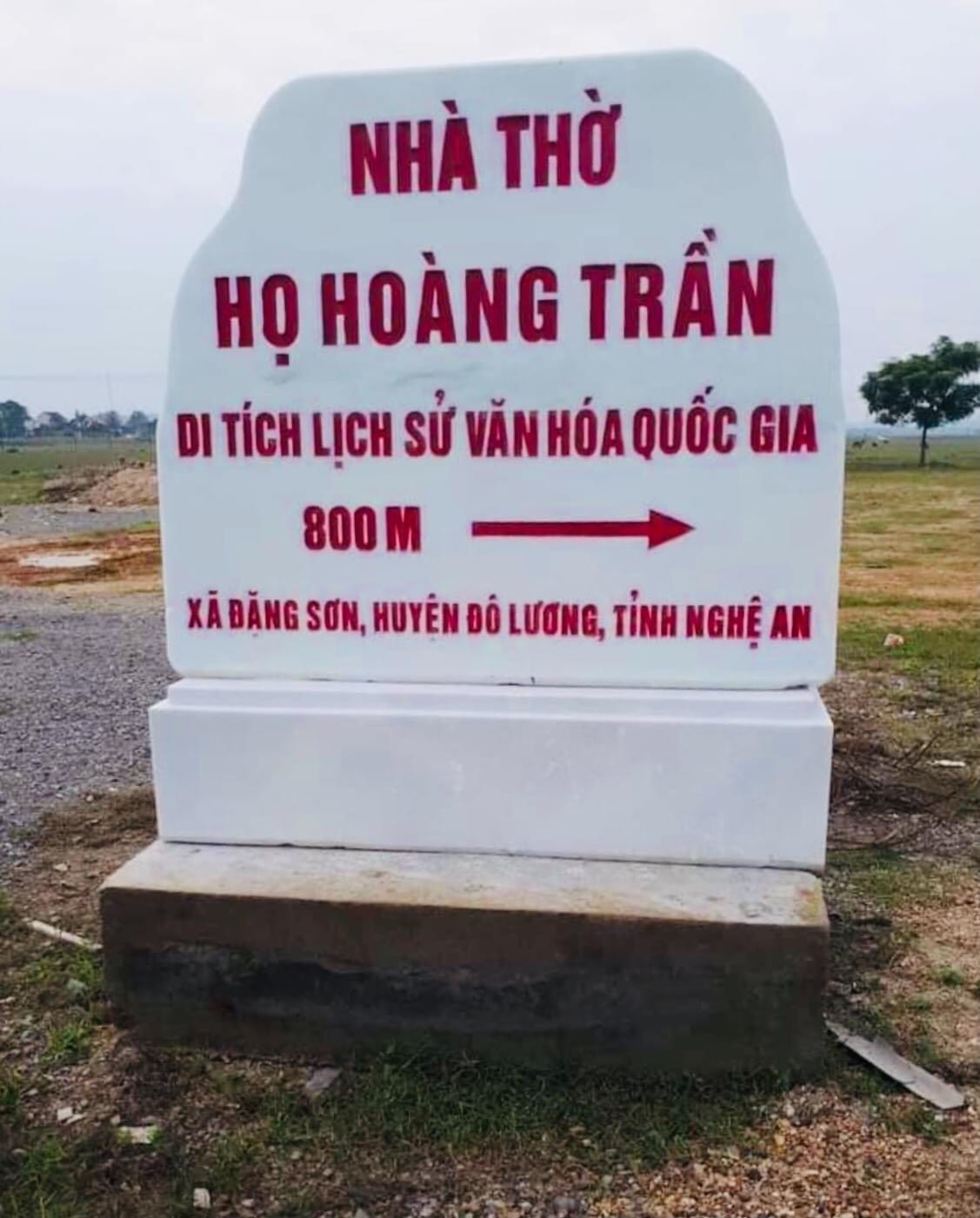
Nhà thờ họ Hoàng Trần được công nhận là di tích lịch sử văn hóa cấp Quốc gia năm 1993

## Gia đình
Ông có hai con trai và một con gái, vợ ông là bà Trần Thị Thu Hà, sinh năm 1952, là Đảng viên Đảng Cộng sản Việt Nam. Bà là cháu của cố Tổng bí thư Trần Phú, quê ở thị trấn Đức Thọ, tỉnh Hà Tĩnh. Hai ông bà có hai người con trai và một người con gái.
Sáu người con ruột, con dâu và con rể của ông đều có trình độ học vấn từ Đại học trở lên và đang đảm nhiệm các nhiệm vụ trong chính quyền nhà nước Việt Nam và lực lượng Công an nhân dân. Trong đó có người con trai thứ tên là Hoàng Chí Hiếu từng giữ các chức vụ: Trưởng Công an phường Lê Lợi, thành phố Vinh; Phó trưởng phòng Cảnh sát truy nã; Phó trưởng phòng Cảnh sát phòng, chống tội phạm về môi trường Công an tỉnh Nghệ An, hiện đang giữ chức vụ Phó trưởng Công an huyện Quỳ Châu, tỉnh Nghệ An; mang quân hàm Thượng tá.